# 遜克県
遜克県（そんこく-けん）は中華人民共和国黒竜江省黒河市に位置する県。

## 地理
遜克県は小興安嶺の北麓、黒竜江中流の南岸にロシア連邦アムール州ミハイロフカ地区に隣り合う国家一類口岸城市。

## 歴史
県名は遜河・奇克という二つの鎮の名を合せたものである。
1906年（光緒32年）、清朝により遜河鎮東新村に畢拉爾路鄂倫春協領公署が設置され県域に行政機構が整備された。中華民国が成立するとと遜河県及び奇克県が設置され、満州国が成立すると1943年（康徳10年）7月に遜河・奇克両県を合併して遜克県とし黒河省の管轄とした。 
1946年（民国35年）6月16日、中国共産党に率いられた東北民主連軍が遜克県に進入し県人民政府を建立、県治を遜河鎮から奇克鎮へ移した。 1947年春、烏雲県が遜克県へ編入して区となった。 1965年12月、富饒人民公社（元烏雲区）の大部分を嘉蔭県へ移管し現在に至る。

## 行政区画
1街道、3鎮、4郷、2民族郷を管轄：
- 街道弁事処：奇克街道
- 鎮：奇克鎮、遜河鎮、克林鎮
- 郷：干岔子郷、松樹溝郷、車陸郷、宝山郷
- 民族郷：新興オロチョン族郷、新鄂オロチョン族郷

## 交通

### 道路
- 国道
  -  G331国道

### 税関
- 遜克口岸

## 資源
土地が広大で生態環境が極めてよいとされる。赤メノウが豊富に産し「紅瑪瑙之郷」と呼ばれる。
草原が560万畝、森林面積1665万畝、森林面積率64%、林木、山の生産物と野生動植物資源が豊富。

## 健康・医療・衛生
- 遜克県人民医院